# PlayStation Eye

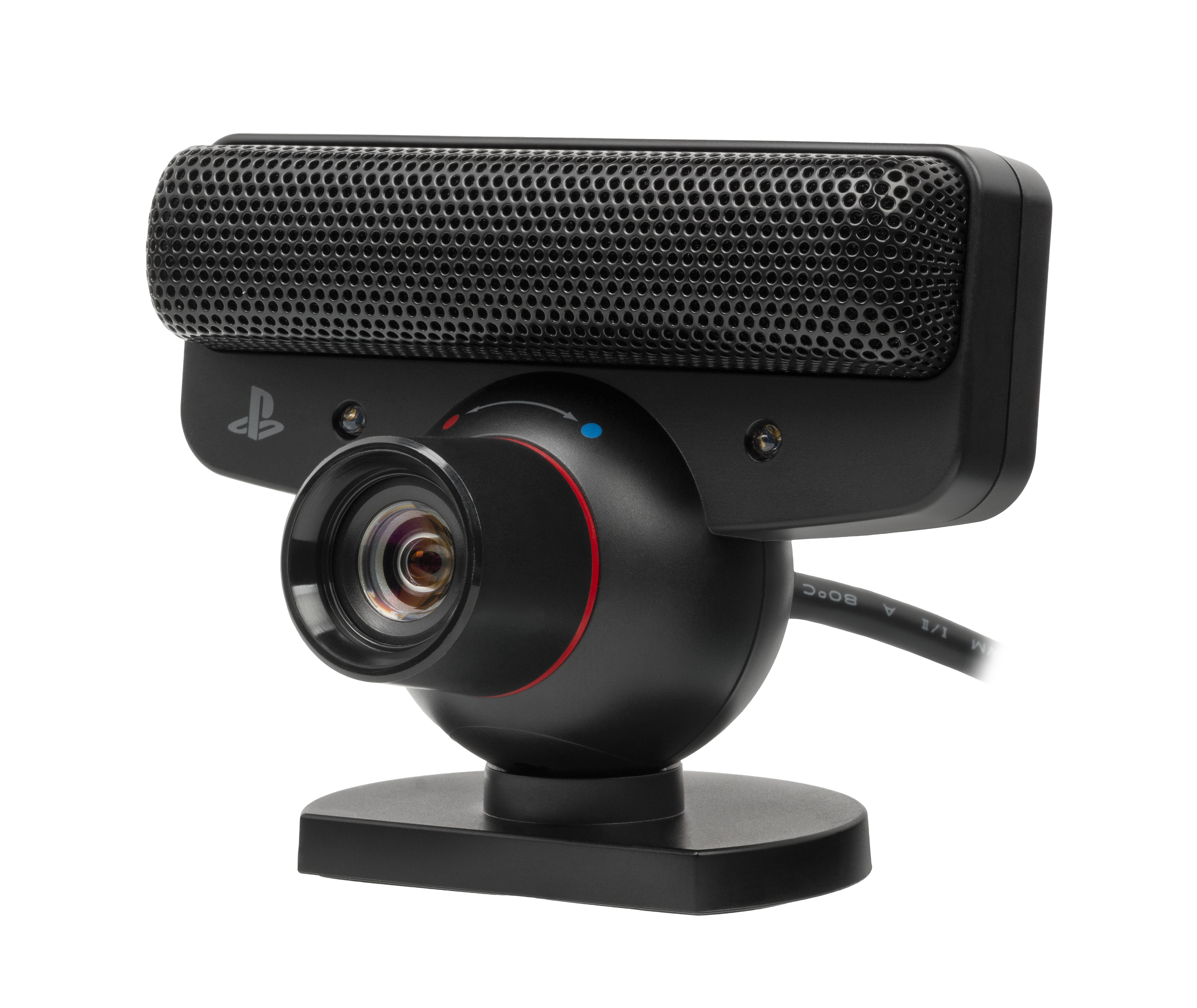
De PlayStation Eye

De PlayStation Eye (geschreven als PLAYSTATION Eye) is een nieuwere en meer geavanceerde Eyetoy (digitale camera), speciaal ontworpen voor PlayStation 3. De PlayStation Eye is de opvolger van de EyeToy voor PlayStation 2. 

## Kenmerken
De PlayStation Eye heeft een grotere gevoeligheid en kan meer beelden per seconde opnemen, waardoor de beelden en reacties van het spelsysteem sneller worden. Daarnaast hangt aan de camera een vierkanaals microfoon, speciaal ontworpen om omgevingsgeluiden te filteren en nauwkeurige spraakherkenning te bieden. Bij de Eye Camera zit ook de EyeCreate software, waarmee men makkelijk filmpjes kan opnemen, monteren en opslaan op de harde schijf van de PlayStation 3.
De camera wordt gebruikt in The Eye of Judgement om spelkaarten in te scannen en vervolgens in 3D op de televisie weer te gegeven. De PlayStation Eye kan ook gebruikt worden om mee te videobellen tijdens gamesessies.

## Specificaties
- Platform: PlayStation 3
- Interface: USB 2.0
- Aansluiting: USB Type-A-plug
- Gewicht: circa 870 gram
- Kabellengte: circa 2 m
- Resolutie
  - 640 × 480 bij 60 beelden/seconde
  - 320 × 240 bij 120 beelden/seconde
- Audioinvoer: 4 kanalen - 16 bits/channel, 48 kHz, SNR 90db
- Lens: Zoomlens met 56° tot 75° gezichtsveld
- Compressie: video zonder compressie, of optionele JPEG-compressie